# Adrian von Enkevort

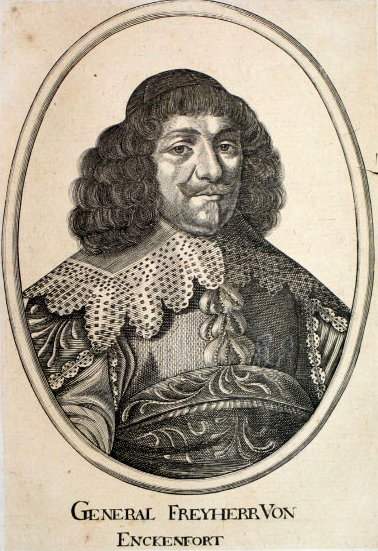
General Freyherr von Enckenfort (Adrian von Enkevort)

Adrian von Enkefort (* 20. August 1603 in Diest; † 3. Juni 1663 in Ledeč nad Sázavou) war ein kaiserlicher und kurbayerischer Offizier im Dreißigjährigen Krieg.

## Leben
Der Sohn des aus Brabant stammenden, in bayerischen Diensten stehenden Oberstwachtmeisters Wilhelm von Enkevort († 1621), aus dem alten Adelsgeschlecht derer von Enckevort (in unterschiedlichen historischen Schreibweisen), und der Anna Elisabeth von Hoven (van den Hove), aus Diest, († 1603 in Lüttich im Kindbett) begann seine militärische Laufbahn ebenfalls zuerst in der bayerischen Armee, trat dann aber in Wallensteins Dienste und erreichte dort den Rang eines Oberstleutnantes.
Nach Wallensteins Tod stieg er 1635 zum Oberst und Regimentskommandeur auf und wurde Kommandant von Regensburg. In dieser Funktion kämpfte er unter Herzog Karl von Lothringen beim Versuch, dessen Herzogtum zurückzuerobern, und anschließend im Elsass gegen die Franzosen und Bernhard von Sachsen-Weimar. Im Jahr darauf nahm er als Generalwachtmeister an dem Feldzug Piccolominis in die Niederlande und die Picardie teil und unterstützte Jan van Werth bei seinen Einfällen ins Innere Frankreichs. 1637 kämpften beide wieder im Elsass gegen Bernhard von Weimar, den sie über den Rhein zurückdrängten und seinen Brückenkopf bei Rhinau zurückeroberten. Im nächsten Jahr wurden beide jedoch in der Schlacht bei Rheinfelden von Bernhard gefangen genommen und an die Franzosen übergeben.
Nach drei oder vier Jahren Gefangenschaft in Paris kam er entweder im März 1641 oder 1642 durch Gefangenenaustausch wieder frei. Er wurde zum Feldmarschall im Stab von Erzherzog Leopold Wilhelm ernannt und zog mit diesem nach Böhmen. Unter General Matthias Gallas kämpfte Enkevort 1643 wieder in Böhmen. 1644 rückte Gallas nach dem Abziehen der Schweden elbaufwärts bis nach Kiel vor, Enkevort wurde Ende Mai zuerst zu Gallas abkommandiert, im September allerdings von Kaiser Ferdinand III. nach Sachsen geschickt, um mögliche schwedische Einfälle nach Schlesien oder Böhmen abzuwehren. Als Gallas nach dem Rückzug aus Holstein in Bernburg von den Schweden unter Torstensson eingeschlossen wurde, forderte er Verstärkung durch Enkevorts Truppen an. Enkevort unterstützte den Ausbruch der kaiserlichen Kavallerie aus Magdeburg, in das Gallas die kaiserliche Hauptarmee zwischenzeitlich gerettet hatte, wurde aber in der Schlacht bei Jüterbog mit der Nachhut der Reiter von den Schweden geschlagen. Er selbst geriet in Gefangenschaft, während der Vortrab der Kaiserlichen unter Bruay in die Lausitz entkam.
Nach seiner Auslösung aus der Gefangenschaft wurde er Militärkommandant in Tirol und Vorarlberg. 1647 kommandierte er Truppen in Schwaben, mit denen er Memmingen eroberte und Nördlingen einschloss. Im August 1648 wurde er kurz vor Abschluss des Westfälischen Friedens Oberbefehlshaber der bayerischen Truppen als Nachfolger des Anfang Juni verhafteten Generals Gronsfeld und des folgenden Interims-Oberbefehlshabers Hunolstein, der mit den bayerischen Truppen zuvor erfolgreich die Stellungen entlang des Inns verteidigt hatte. Enkevort ging zusammen mit dem ebenfalls neu berufenen kaiserlichen Oberbefehlshaber Piccolomini in die Offensive über, um die feindlichen schwedischen und französischen Truppen aus Bayern zurückzudrängen. Am 5. Oktober gelang Bayern und Kaiserlichen noch ein Sieg in der Schlacht bei Dachau, nach der sich ihre Gegner über Lech und Donau zurückzogen. Ein Jahr nach Kriegsende wurde Enkevort am 15. Oktober 1649 wieder aus bayerischen Diensten entlassen und ging nach Wien. Sein letzter militärischer Einsatz führte ihn 1656 für zwei Jahre als Oberbefehlshaber von 6000 Mann kaiserlichen Hilfstruppen nach Oberitalien, wo Spanien und Frankreich noch Krieg führten. Mit kaiserlichem Patent vom 13. Juni 1658 wurde er zum Feldmarschall ernannt und am 15. November in den Reichsgrafenstand mit „Hoch- und Wohlgeboren“ erhoben.
Längere Zeit bereits an der Gicht leidend, starb er am 3. Juni 1663 in Ledeč. Seine letzte Ruhestätte fand er in der Verdenberg'sche Familiengruft in St. Michael in Wien.
Seine Biografen beschreiben ihn als mäßig erfolgreichen, aber dafür erfahrenen und zuverlässigen Heerführer, der einen wesentlichen Teil seiner Karriere seinem Schwiegervater, dem kaiserlichen Obersthofkanzler Graf von Verdenberg, verdankt. („Mit dem Kriegswesen damaliger Zeit durch langjährige Kriegsdienste vertraut, ersetzte Enkevort in seinen höheren Verwendungen durch reiche Erfahrung teilweise den Mangel hervorragender Führertalente. Er war jedenfalls ein General, der nicht leicht etwas verdarb, und verdient vor allem das Lob, daß er persönliche Rücksichten stets dem Dienste der Sache unterordnete“)
Aus der am 20. Mai 1635 (Heiratsbrief vom 17. Mai) in Wien geschlossenen Ehe mit Anna Camilla (Verda) Gräfin von Werdenberg und Namiest Freiin von Grafeneck (* 1620; † 1677), Herrin auf Bohdanecz, Tochter des kaiserl. Obersthofkanzlers Johann Baptist Verda gingen hervor:
- Johann Ferdinand Franz (* 11. Oktober 1636 in Wien; † 12. Dezember 1710 in Wien), kaiserl. Kämmerer und Geheimer Rat ⚭ Maria Francesca von Hohenems (* 1650; † 10. Februar 1705)
- N.N. (jung verstorben)
- Johann Baptist (* 27. Juli 1642 in Wien; † 7. Jänner 1644 in Wien)
- Johann Adrian (* 16. November 1644 in Wien; jung verstorben)
- Andreas Franz Johann Baptist († 18. September 1646 in Wien)